# Markus Eggler
Markus Eggler (n. 22 ianuarie 1969, Thun, Berna, Elveția) este un jucător de curl ce a reprezentat Elveția, medaliat olimpic. A participat la 2 ediții ale Jocurilor Olimpice (2002, 2010) în care a câștigat două medalii de bronz.